# Bryan Madorsky
Bryan Madorsky est un ancien acteur américain. Il est principalement connu pour avoir interprété le rôle de Michael Laemle dans le film de 1989, Parents, où il partage l'affiche avec Randy Quaid et Mary Beth Hurt.
Cet unique rôle lui a permis de recevoir la récompense de meilleur acteur au festival italien Fantafestival et de recevoir une nomination au Saturn Award du meilleur jeune acteur.

## Filmographie

### Cinéma
- 1989 : Parents

## Distinctions

### Récompenses
- Fantafestival
  - Meilleur acteur 1989 (récompense partagée avec Randy Quaid, Parents)

### Nominations
- Saturn Award :
  - Nommé au Saturn Award du meilleur jeune acteur 1991 (Parents)